# Kurdisk nationalism
Kurdisk nationalism (kurdiska: کوردایەتی, romaniserad: Kurdayetî, lit. 'Kurdiskhet') är en nationalistisk politisk rörelse som förespråkar skapandet av ett självständigt Kurdistan från Iran, Irak, Syrien och Turkiet.

Kurdistans flagga

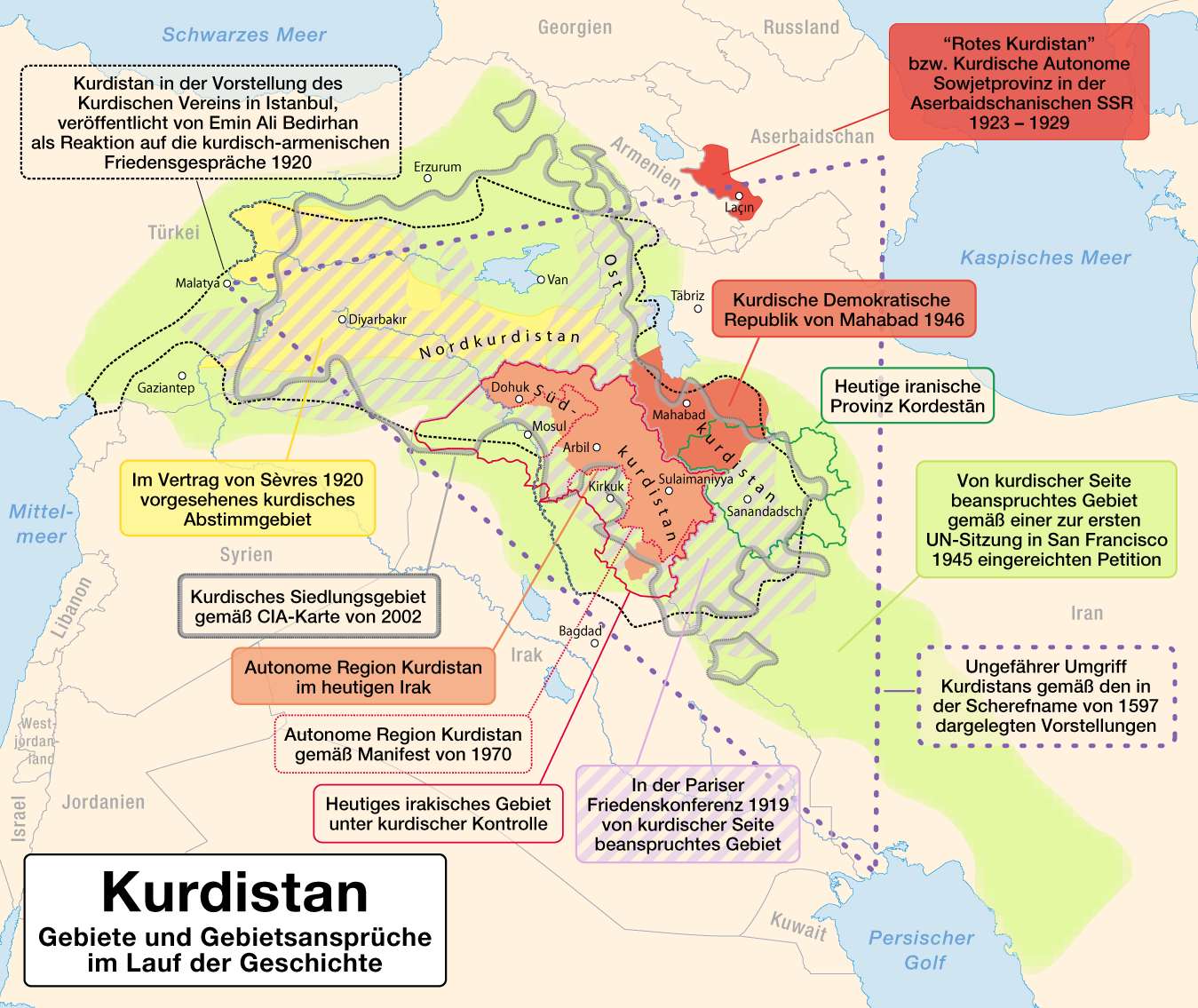
Karta över Kurdistan

Den tidiga kurdiska nationalismen hade sina rötter i det osmanska riket, inom vilket kurder var en betydande etnisk grupp. Med uppdelningen av det osmanska riket delades dess territorier med kurdisk majoritet mellan de nybildade staterna Turkiet, Irak och Syrien, vilket gjorde kurder till en betydande etnisk minoritet i varje stat. Kurdiska nationalistiska rörelser har länge förtryckts av Turkiet och staterna Irak, Iran och Syrien, som alla fruktar ett potentiellt självständigt Kurdistan.